# Lorne Munroe
Lorne Munroe (Winnipeg, Manitoba, Canadà, 24 de novembre, 1924 - Estats Units, 4 de maig, 2020) va ser un violoncel·lista nord-americà. Va ser violoncel·lista principal de l'Orquestra de Filadèlfia de 1951 a 1964 i violoncel·lista principal de la Filharmònica de Nova York de 1964 a 1996. Va ser solista destacat més de 150 vegades durant les 32 temporades que va tocar per a la Filharmònica de Nova York. La seva darrera actuació amb l'orquestra com a membre del conjunt va ser el 27 de febrer de 1996; encara que més tard va tornar com a artista convidat.

## Joventut
Munroe, quan tenia tres anys va aprendre a tocar el violoncel utilitzant una viola amb una cama enganxada. Va guanyar el festival de "Winnipeg Music Competition"" als 10 anys. Als 14 anys, va ser patrocinat pel compositor Arthur Benjamin per assistir al Royal College of Music de Londres el 1937–39. En el seu darrer any, va tocar amb Benjamin una peça que el compositor va escriure per a Munroe. Va continuar els seus estudis a Filadèlfia al Curtis Institute of Music, on va ser alumne del violoncel·lista Gregor Piatigorsky i Orlando Cole.

## Carrera
Després de servir a l'exèrcit dels Estats Units durant la Segona Guerra Mundial, es va graduar a Curtis. El 1949, va ser l'únic guanyador del premi Naumburg i va debutar en recital a Nova York el novembre d'aquell any. El 1949-50, va actuar amb l'Orquestra de Cleveland, abans d'assumir dues posicions com a violoncel principal, primer amb l'Orquestra Simfònica de Minneapolis el 1950-51, i l'Orquestra de Filadèlfia el 1951.
El 1964, va ser convidat per Leonard Bernstein per convertir-se en el violoncel·lista principal de la Filharmònica de Nova York. Aquest període també el va veure actuar com a solista. Una d'aquestes ocasions va ser durant un Concert de joves emès el dia de Nadal de 1968, en una interpretació del Quixot de Richard Strauss.
També va ensenyar a la Juilliard School i a l'Acadèmia Musical de Filadèlfia (ara Universitat de les Arts).

## Vida personal
El 1945 es va casar amb la violista Janée Munroe, amb qui va tenir 10 fills i una filla. Janée va morir el 10 de setembre de 2006.
Lorne Munroe va morir el maig de 2020 a l'edat de 95 anys.